# Sciara psittacus
Sciara psittacus är en tvåvingeart som beskrevs av Franklin William Pettey 1918. Sciara psittacus ingår i släktet Sciara och familjen sorgmyggor.
Artens utbredningsområde är Maine. Inga underarter finns listade i Catalogue of Life.